# جوليان هوفمان
جوليان هوفمان (بالإنجليزية: Julien Hoffman)‏ هو طبيب قلب جنوب أفريقي، ولد في 26 يوليو 1925.